# Giant Rooks
Giant Rooks ist eine deutsche Indie-Pop-Band aus Hamm, die 2014 gegründet wurde.

## Geschichte

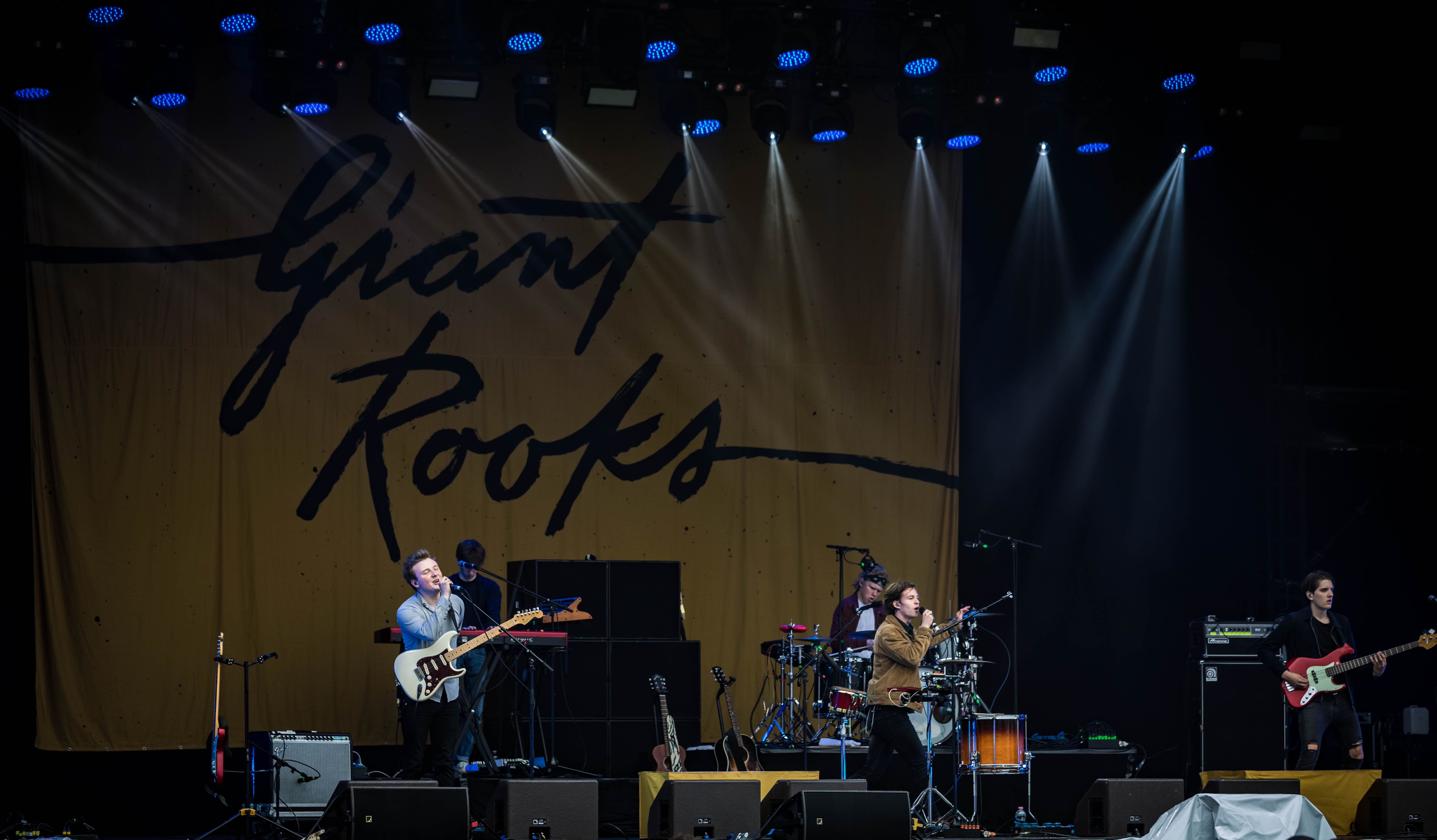
Giant Rooks live bei Rock am Ring 2018

Die beiden Cousins Frederik Rabe (Gesang, Gitarre, Percussion) und Finn Schwieters (Gitarre) machten schon als Kinder gemeinsam Musik und schrieben Songs zusammen. Nachdem sie als Jugendliche erst in getrennten Bands spielten, kamen sie 2013 wieder zusammen, um eine Band zu gründen. Von dem ersten Bassisten und ersten Schlagzeuger trennten sie sich schnell wieder. Auf der Suche nach einem neuen Bassisten lernten sie über einen Freund aus der Schul-Big Band Jonathan Wischniowski (Synthesizer, Piano) kennen. Wischniowski kannte den Schlagzeuger Finn Thomas, der in die Band aufgenommen wurde. Anfang 2014 stieß dann noch der Bassist Luca Göttner zur Band, den sie über eine gemeinsame Freundin kennengelernt hatten. Von Anfang an stand für die Band fest, auf Englisch zu singen, auch weil ihnen die „Sprachästhetik“ des Englischen besser gefällt. Die Band veröffentlichte Ende 2015 ihre erste EP The Times Are Bursting The Lines. Zu diesem Zeitpunkt besuchte ein Teil der Bandmitglieder noch das Freiherr-vom-Stein-Gymnasium in Hamm. 2016 waren sie als Vorband mit Razz, Kraftklub, Von Wegen Lisbeth und The Temper Trap auf Tour und spielten im Sommer auf diversen Festivals. Außerdem gewannen sie den popNRW-Preis 2016 für Newcomer und wurden kurz darauf für den New Music Award der Jugendsender der ARD-Radioprogramme nominiert, wo sie Platz drei belegten.
2017 folgte eine weitere EP namens New Estate, die ihnen erste positive Rezensionen und eine wachsende Fangemeinde bescherte. Die Veröffentlichung brachte ihnen schließlich einen Plattenvertrag mit Irrsinn Tonträger (Universal Music) ein. Im selben Jahr waren sie zum ersten Mal als Headliner auf Tour, wobei viele Konzerttermine aufgrund der großen Nachfrage in größere Hallen verlegt werden mussten. Start der Tour war in der großen Zakk-Halle in Düsseldorf. 
2018 zog die Band nach Berlin.
2019 wurde die EP Wild Stare veröffentlicht, die kurz nach Release bereits 50 Mio. mal weltweit gestreamt wurde. Im Dezember 2019 war die Musik von Giant Rooks im Tatort: Querschläger mit Wotan Wilke Möhring und Franziska Weisz zu hören. Am 28. August 2020 erschien ihr Debütalbum Rookery. Philipp Krause von Laut.de gab dem Album 5 von 5 Sternen. Thomas Winkler vom Musikexpress nennt es ein „fürchterlich perfektes Debütalbum“ und vergab 4 von 6 Sternen. 8 von 10 Sternen vergibt Robbie Hawken von der Redbrick aus Birmingham und meint: „(Rookery is) driven by its euphoric choruses and the band's unique sound, is a huge success and shows the best work of a refreshing young band.“
Im September 2020 trat die Band außerdem in Hamburg auf der Demonstration von Fridays for Future auf.
Ende 2021 tourten Giant Rooks zusammen mit Milky Chance durch Nordamerika und haben nach ihrer ersten eigenen Nordamerika-Tour im Mai 2022 schon die nächste Nordamerika-Tour für Dezember 2022 angekündigt. Im Juli 2023 begleiteten sie als Vorband den britischen Musiker Louis Tomlinson auf 9 seiner Konzerte entlang der Ostküste der USA. Außerdem spielten sie 2023 auf zahlreichen Festivals, unter anderem Rock am Ring und Lollapalooza Chicago.
Auf den Konzerten im Sommer 2023, wie bei Rock am Ring, kündigten sie ein neues Album an und spielten daraus das unveröffentlichte Stück For you. Bei einem Konzert im Waschhaus in Potsdam wurden Videoaufnahmen angefertigt, die für das Musikvideo einer Single des in Arbeit befindlichen Albums genutzt wurden.
Am 2. Februar 2024 veröffentlichte die Band ihr zweites Studioalbum How Have You Been?, das in der darauffolgenden Woche Platz eins der Deutschen Albumcharts erreichte.
Auf die Veröffentlichung des Albums folgte eine 3 Monate lange Tour durch Europa und das Vereinigte Königreich. Im April und Mai 2024 folgten dann weitere Shows in Nord- und Südamerika.

Giant Rooks, Live bei Rocken am Brocken 2016
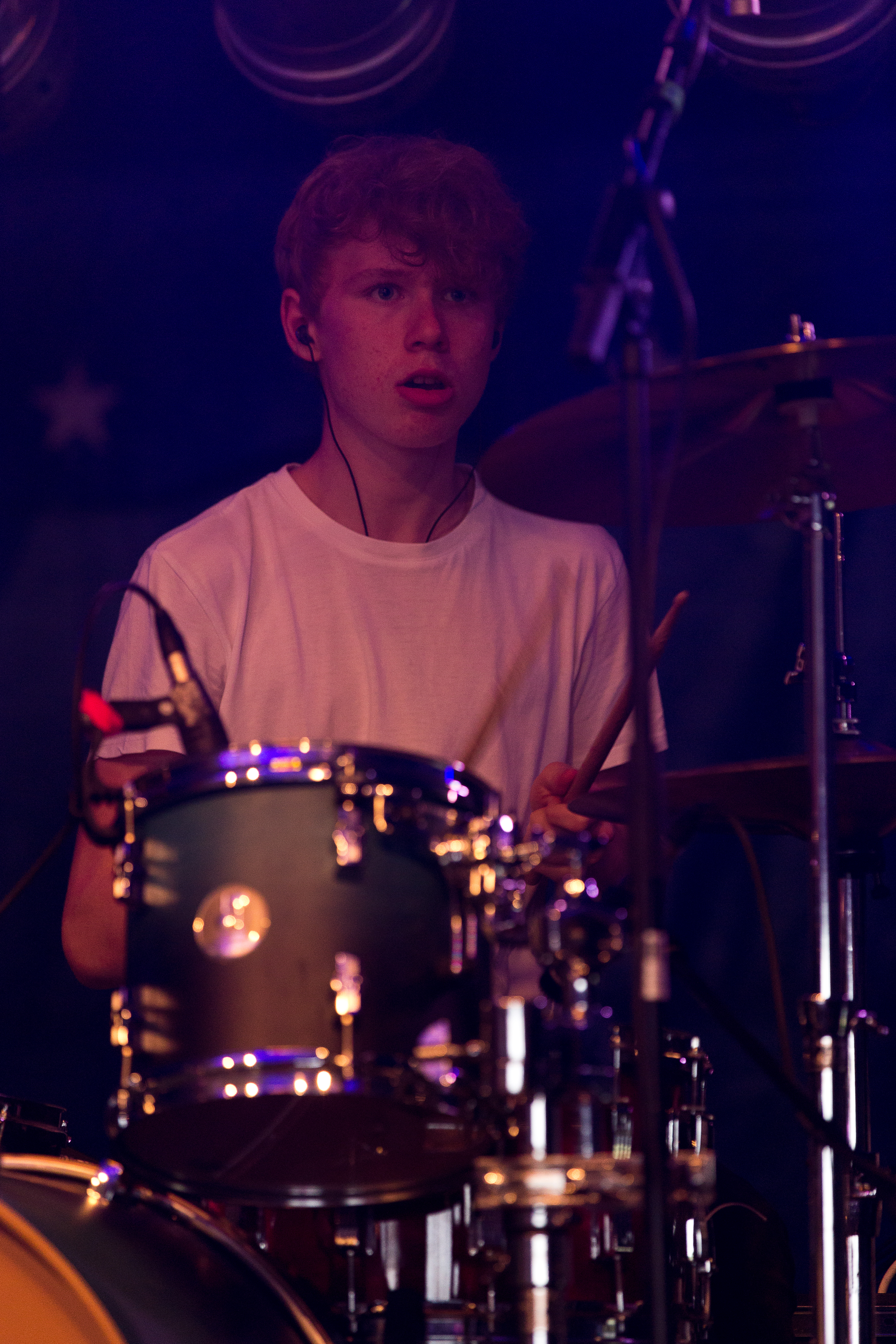
Finn Thomas
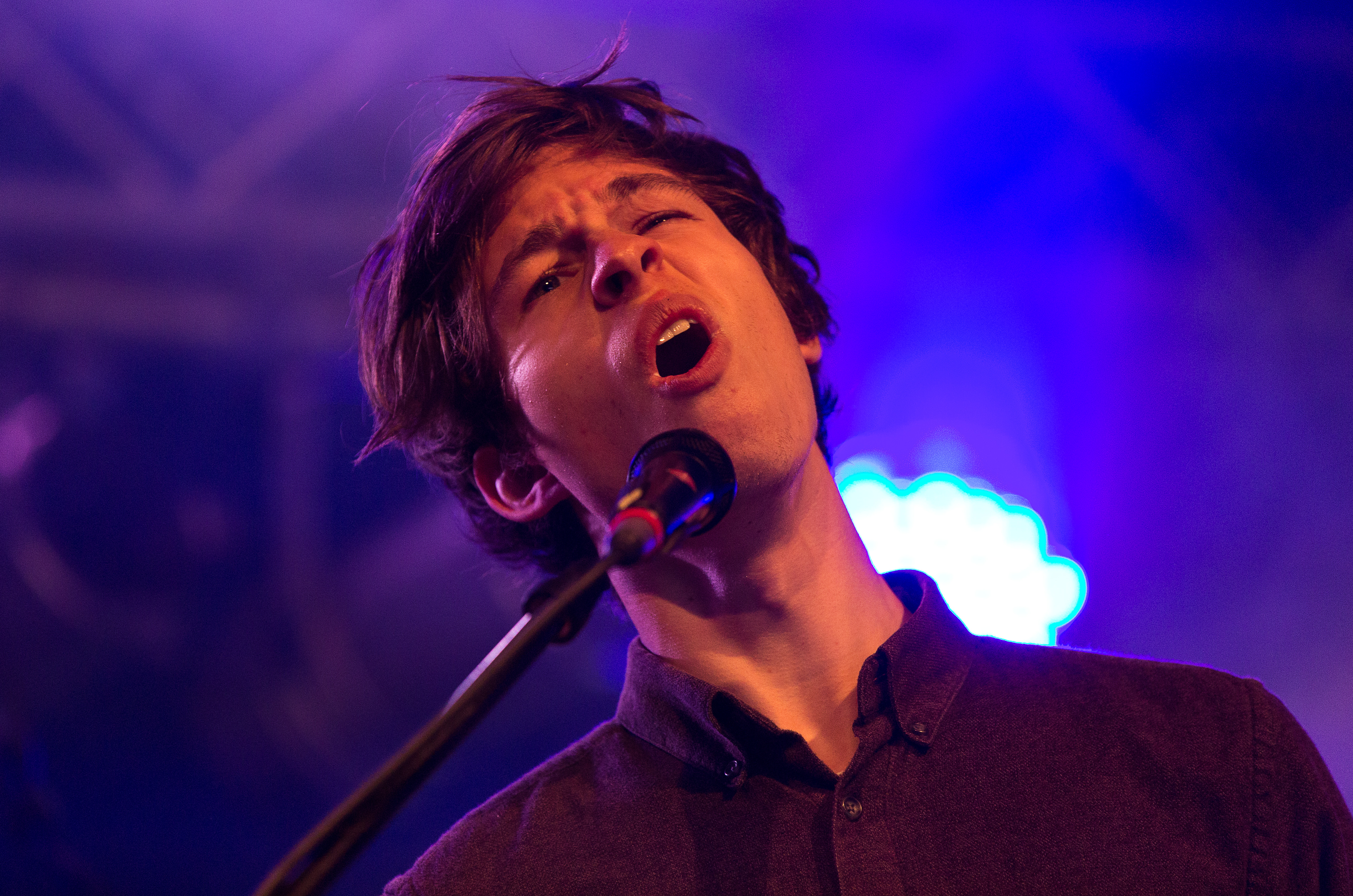
Frederik Rabe
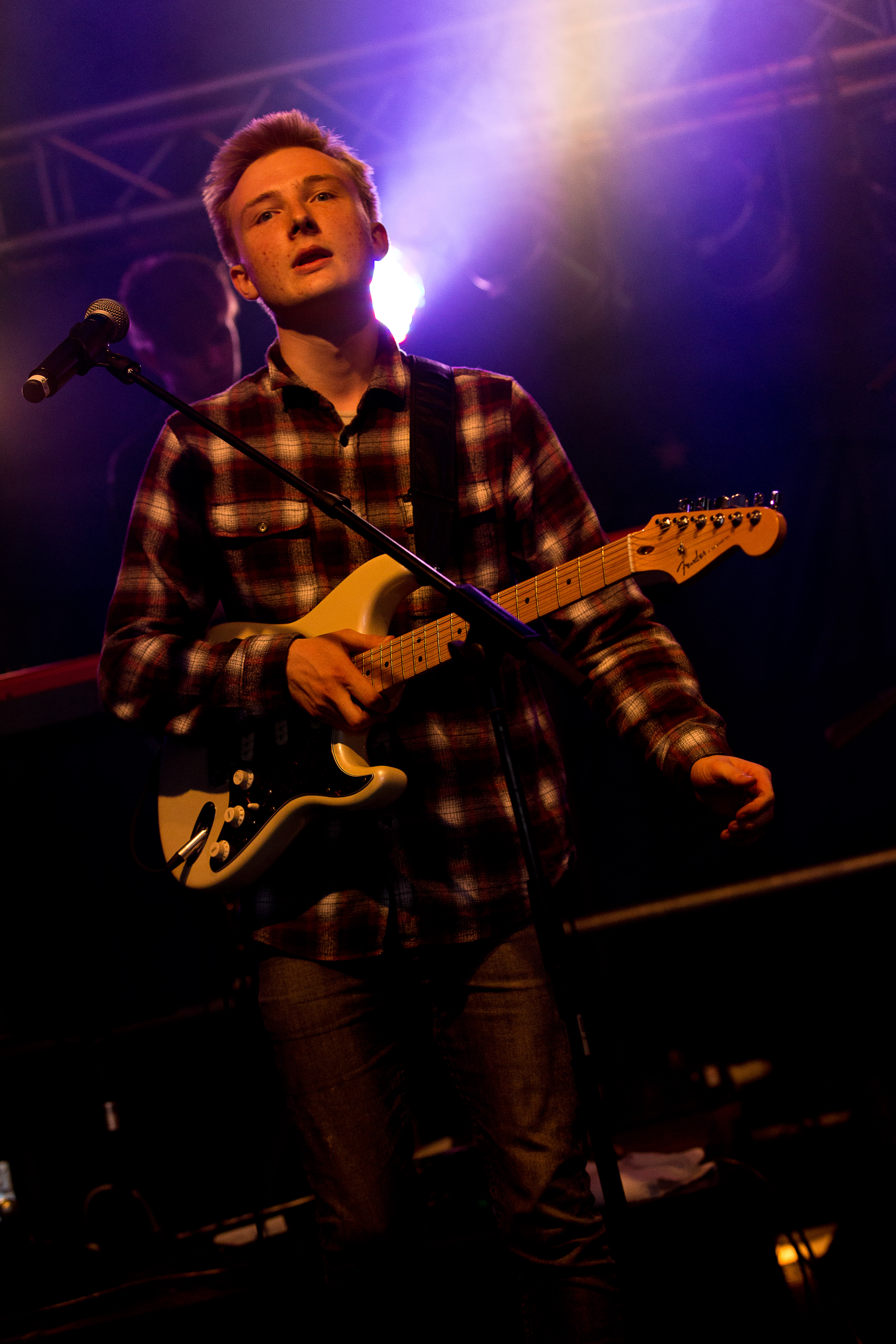
Finn Schwieters
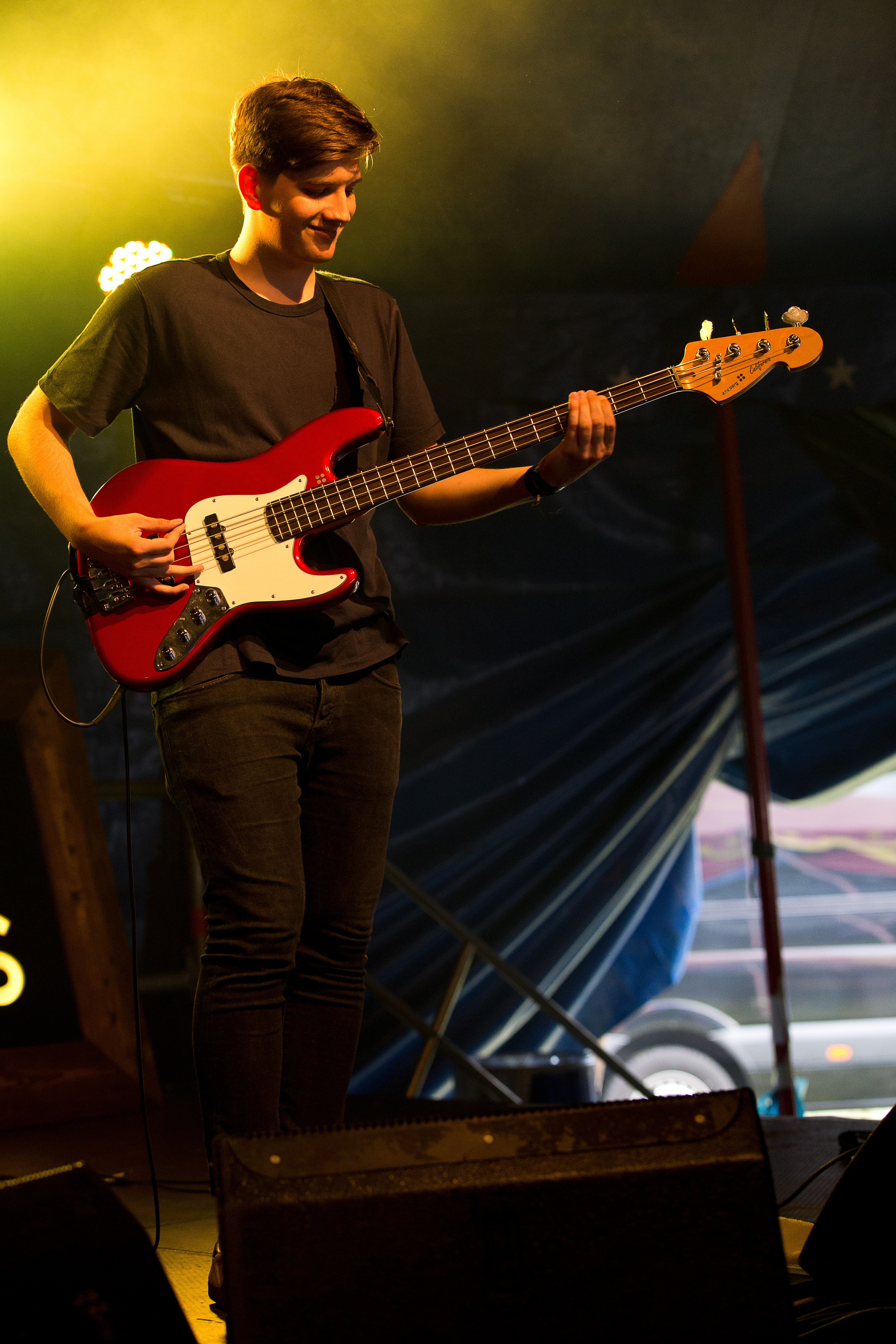
Luca Göttner
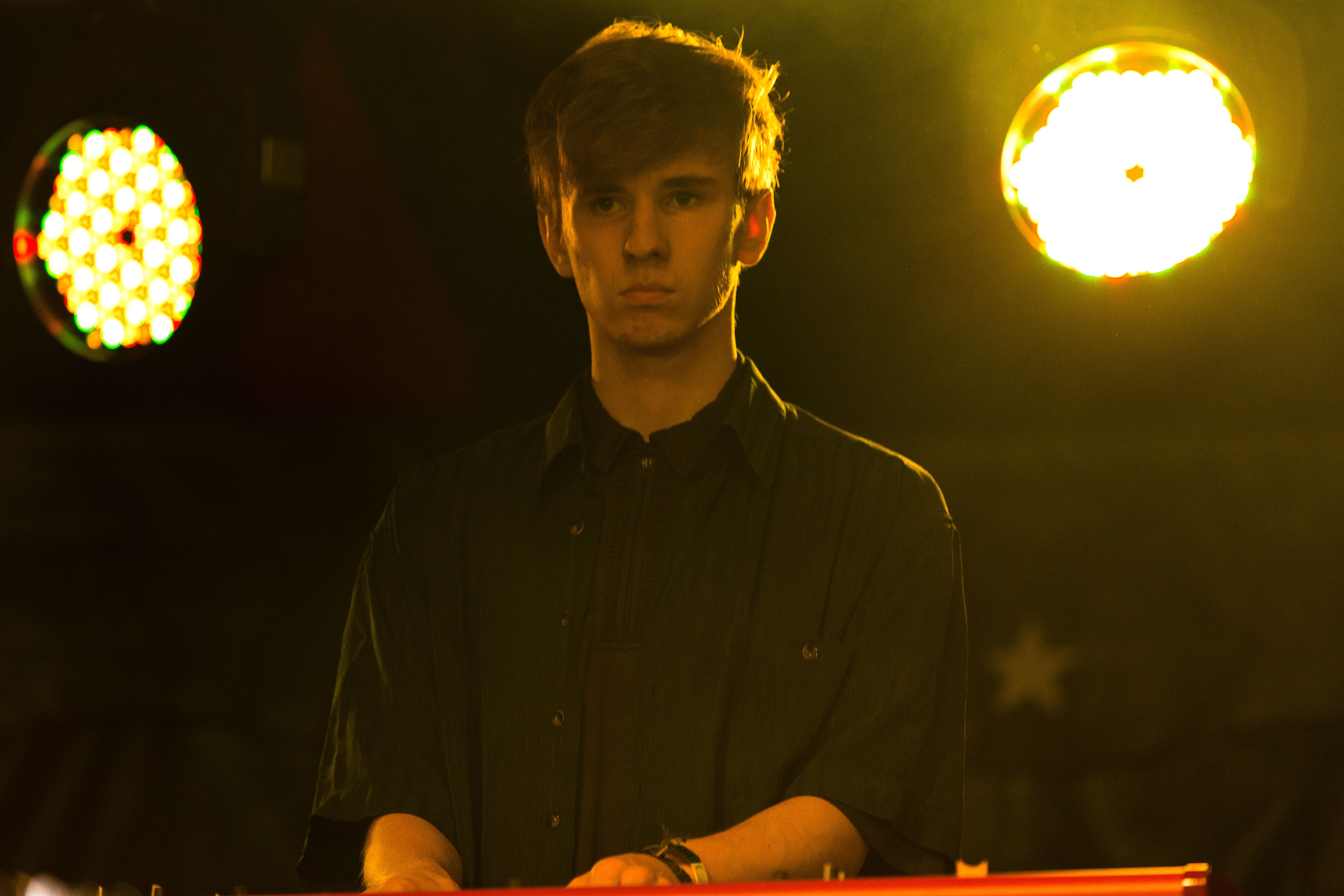
Jonathan Wischniowski

## Diskografie

### Studioalben
| Jahr | Titel              | Höchstplatzierung, Gesamtwochen, AuszeichnungChartplatzierungen (Jahr, Titel, Platzierungen, Wochen, Auszeichnungen, Anmerkungen) | Höchstplatzierung, Gesamtwochen, AuszeichnungChartplatzierungen (Jahr, Titel, Platzierungen, Wochen, Auszeichnungen, Anmerkungen) | Höchstplatzierung, Gesamtwochen, AuszeichnungChartplatzierungen (Jahr, Titel, Platzierungen, Wochen, Auszeichnungen, Anmerkungen) | Anmerkungen                           |
| Jahr | Titel              | DE | AT | CH | Anmerkungen                           |
| ---- | ------------------ | --- | --- | --- | ------------------------------------- |
| 2020 | Rookery            | DE3 (4 Wo.)DE | AT16 (2 Wo.)AT | CH28 (1 Wo.)CH | Erstveröffentlichung: 28. August 2020 |
| 2024 | How Have You Been? | DE1 (4 Wo.)DE | AT25 (3 Wo.)AT | CH18 (3 Wo.)CH | Erstveröffentlichung: 2. Februar 2024 |

### Livealben
| Jahr | Titel              | Höchstplatzierung, Gesamtwochen, AuszeichnungChartsChartplatzierungen (Jahr, Titel, Platzierungen, Wochen, Auszeichnungen, Anmerkungen) | Anmerkungen                         |
| Jahr | Titel              | DE | Anmerkungen                         |
| ---- | ------------------ | --- | ----------------------------------- |
| 2021 | Rookery Live Tapes | DE12 (2 Wo.)DE | Erstveröffentlichung: 18. Juni 2021 |

### EPs
| Jahr | Titel      | Höchstplatzierung, Gesamtwochen, AuszeichnungChartsChartplatzierungen (Jahr, Titel, Platzierungen, Wochen, Auszeichnungen, Anmerkungen) | Anmerkungen                          |
| Jahr | Titel      | DE | Anmerkungen                          |
| ---- | ---------- | --- | ------------------------------------ |
| 2019 | Wild Stare | DE61 (1 Wo.)DE | Erstveröffentlichung: 19. April 2019 |

Weitere EPs
- 2015: The Times Are Bursting the Lines
- 2017: New Estate

### Singles
| Jahr | Titel Album                     | Höchstplatzierung, Gesamtwochen, AuszeichnungChartplatzierungen (Jahr, Titel, Album, Platzierungen, Wochen, Auszeichnungen, Anmerkungen) | Höchstplatzierung, Gesamtwochen, AuszeichnungChartplatzierungen (Jahr, Titel, Album, Platzierungen, Wochen, Auszeichnungen, Anmerkungen) | Höchstplatzierung, Gesamtwochen, AuszeichnungChartplatzierungen (Jahr, Titel, Album, Platzierungen, Wochen, Auszeichnungen, Anmerkungen) | Höchstplatzierung, Gesamtwochen, AuszeichnungChartplatzierungen (Jahr, Titel, Album, Platzierungen, Wochen, Auszeichnungen, Anmerkungen) | Höchstplatzierung, Gesamtwochen, AuszeichnungChartplatzierungen (Jahr, Titel, Album, Platzierungen, Wochen, Auszeichnungen, Anmerkungen) | Anmerkungen |
| Jahr | Titel Album                     | DE | AT | CH | UK | US | Anmerkungen |
| ---- | ------------------------------- | --- | --- | --- | --- | --- | --- |
| 2019 | Wild Stare Wild Stare (EP)      | DE97 Gold · (2 Wo.)DE | — | — | — | — | Erstveröffentlichung: 2019                                                                                            |
| 2019 | Tom’s Diner –                   | DE76 Gold · (6 Wo.)DE | AT45 (6 Wo.)AT | CH86 (3 Wo.)CH | UK63 Silber · (5 Wo.)UK | US78 Gold · (3 Wo.)US | Erstveröffentlichung: 28. Juni 2019 AnnenMayKantereit feat. Giant Rooks Original: Suzanne Vega; Verkäufe: + 1.025.000 |
| 2020 | Watershed Rookery               | DE— aDE | — | — | — | — | Erstveröffentlichung: 28. August 2020                                                                                 |
| 2021 | Insomnia Kleinstadt             | DE25 (1 Wo.)DE | AT45 (1 Wo.)AT | CH79 (1 Wo.)CH | — | — | Erstveröffentlichung: 25. Juni 2021 RIN feat. Giant Rooks                                                             |
| 2022 | Morning Blue How Have You Been? | DE51 (1 Wo.)DE | — | — | — | — | Erstveröffentlichung: 8. Juli 2022                                                                                    |

Weitere Singles
- 2017: New Estate
- 2017: Bright Lies (Bergfilm Remix)
- 2017: Another Heart / Another Mind (Razz feat. Giant Rooks)
- 2020: What I Know Is All Quicksand
- 2020: Heat Up
- 2020: Misinterpretations
- 2023: Bedroom Exile
- 2023: Somebody Like You
- 2023: For You
- 2023: Cold Wars
- 2023: Fight Club
- 2024: Pink Skies

## Auszeichnungen für Musikverkäufe
| Goldene Schallplatte - Brasilien - 2023: für die Single Tom’s Diner - Polen - 2024: für die Single Tom’s Diner | Platin-Schallplatte - Kanada - 2022: für die Single Tom’s Diner |

Anmerkung: Auszeichnungen in Ländern aus den Charttabellen bzw. Chartboxen sind in ebendiesen zu finden.
| Land/RegionAuszeichnungen für Musikverkäufe (Land/Region, Auszeichnungen, Verkäufe, Quellen) | Silber  | Gold     | Platin  | Verkäufe | Quellen             |
| -------------------------------------------------------------------------------------------- | ------- | -------- | ------- | -------- | ------------------- |
| Brasilien (PMB)                                                                              | —       | Gold1    | —       | 20.000   | pro-musicabr.org.br |
| Deutschland (BVMI)                                                                           | —       | 2× Gold2 | —       | 400.000  | musikindustrie.de   |
| Kanada (MC)                                                                                  | —       | —        | Platin1 | 80.000   | musiccanada.com     |
| Polen (ZPAV)                                                                                 | —       | Gold1    | —       | 25.000   | olis.pl             |
| Vereinigte Staaten (RIAA)                                                                    | —       | Gold1    | —       | 500.000  | riaa.com            |
| Vereinigtes Königreich (BPI)                                                                 | Silber1 | —        | —       | 200.000  | bpi.co.uk           |
| Insgesamt                                                                                    | Silber1 | 5× Gold5 | Platin1 |          |                     |

## Auszeichnungen
- 2016: popNRW-Preis für Newcomer
- 2019: Preis für Popkultur in der Kategorie „Hoffnungsvollste/r Newcomer/in“ (Wild Stare EP)[16]
- 2019: Förderpreis der 1 Live Krone[17]
- 2021: Preis für Popkultur in der Kategorie „Lieblingsband“ (Rookery)[18]